# جکوزی ماشین زمان
جکوزی ماشین زمان (به انگلیسی: Hot Tub Time Machine) فیلمی محصول سال ۲۰۱۰ و به کارگردانی استیو پینک است. در این فیلم بازیگرانی همچون جان کیوسک، راب کوردری، کریگ رابینسون، کلارک دوک، کریسپین گلاور، لیزی کاپلان، چوی چیس، کولت وولف، سباستین استن، کریستال لووی، لیندزی فونسکا، چارلی مک‌درموت ایفای نقش کرده‌اند.
در سال ۲۰۱۵ دنباله این فیلم با نام جکوزی ماشین زمان ۲ ساخته شد.